# あの娘が泣いてる波止場
「あの娘が泣いてる波止場」（あのこがないてるはとば）は、1955年にリリースされた三橋美智也のシングル。

## 解説
- 同年に発表された三橋の「ご機嫌さんよ達者かね」、春日八郎「別れの一本杉」に続く高野公男・船村徹コンビが手がけた楽曲。
- 釜石港に定着する漁船の乗組員の間から火が付き[1]、最終的には180万枚を売り上げ、三橋を代表する大ヒット曲の一つとなった。
- 1956年には東宝から同名のタイトルで映画化されており、三橋も劇中に真太郎役でスクリーンデビューを果たした[2]。

## 収録曲
1. 小島の鴎
  - 作詞:高橋掬太郎／作曲:吉田矢健治
2. あの娘が泣いてる波止場
  - 作詞:高野公男／作曲:船村徹

## カバー
- 春日八郎（1970年） - アルバム『黄金の歌声 春日八郎 三橋美智也を歌う』に収録。
- ちあきなおみ（1972年） - アルバム『もうひとりの私』に収録。
- 鳥羽一郎（1983年） - アルバム『兄弟船・鳥羽一郎 海のロマンと男の哀愁を唄う』に収録。
- 天童よしみ（1991年） - アルバム『天童節 昭和演歌名曲選 第五集』に収録。
- 船村徹（1995年） - アルバム『友よ～船村徹 高野公男を歌う～』に収録。
- 五木ひろし（1996年） - アルバム『三橋美智也に捧ぐ「古城」』に収録。
- 大月みやこ（2001年） - アルバム『水仙～大月みやこが唄う船村徹の世界～』に収録。
- 西方裕之（2004年） - アルバム『故郷演歌集～ふるさとのはなしをしよう～』に収録。
- 北島三郎（2006年） - アルバム『想い出の歌謡集 2』に収録。
- 氷川きよし（2009年） - アルバム『氷川きよし・演歌名曲コレクション11〜ときめきのルンバ〜』に収録。
- 三山ひろし（2010年） - アルバム『歌い継ぐ!昭和の流行歌』に収録。
- 福田こうへい（2013年） - アルバム『響～南部蝉しぐれ～』に収録。
- 三丘翔太（2016年） - アルバム『翔太のお品書き』に収録。